# صندوق جدوى ريت السعودية
صندوق جدوى ريت السعودية هو صندوق استثمار عقاري متداول متوافق مع ضوابط الشريعة الإسلامية يستثمر بشكل أساسي في الأصول العقارية المتواجدة في جميع مدن المملكة ماعاد مدينتي مكة المكرمة والمدينة المنورة وذلك في مختلف القطاعات. يعمل الصندوق وفقاً للائحة صناديق الاستثمار العقاري والتعليمات الخاصة بصناديق الاستثمار العقارية المتداولة الصادرة من هيئة السوق المالية.

## الهدف الاستثماري
الهدف الرئيسي للصندوق هو توفير دخل جاري للمستثمرين من خلال الاستثمار في أصول عقارية مُدِرة للدخل. سيقوم الصندوق - أربع مرات كل عام ميلادي- بتوزيع نقدي سنوي بنسبة لا تقل عن 90٪ من صافي أرباح الصندوق السنوية باستثناء الأرباح الرأسمالية الناتجة عن بيع الأصول العقارية والاستثمارات الأخرى والتي قد يعاد استثمارها لغايات الاستحواذ على أصول إضافية أو صيانة وتجديد أصول الصندوق القائمة.

## الهيئة الشرعية
الهيئة الشرعية لشركة جدوى للاستثمار يرأسها معالي الشيخ الدكتور / عبد الله المطلق ويشغل عضويتها الشيخ الدكتور / محمد على بن إبراهيم القري بن عيد والشيخ/ بدر بن عبد العزيز العمر والشيخ / أحمد بن عبد الرحمن القايدي. تقوم الهيئة الشرعية بمراجعة شروط وأحكام الصندوق وجميع انشطته وتوافقها مع المعايير الشرعية والموافقة عليها.

## مدير الصندوق
شركة جدوى للاستثمار وهي شركة مساهمة مقفلة مسجلة وفقاً لأنظمة المملكة وهو مرخص من الهيئة (كشخص مرخص له) بموجب لائحة الأشخاص المرخص لهم الصادرة عن مجلس الهيئة طبقاً لنظام السوق المالية، وتعتبر شركة جدوى للاستثمار هي شركة متخصصة في مجال المصرفية الاستثمارية الإسلامية مقرها الرئيسي في مدينة الرياض بالمملكة العربية السعودية. وتقدم الشركة خدمات إدارة الأصول والاستشارات والوساطة وخدمات الحفظ وتمويل الشركات.

## مقيمي الصندوق
- فالوسترات
- ووايت كيوب.

## امين الحفظ
شركة البلاد للاستثمار

## وصلات خارجية
- جدوى ريت حقائق وأرقام